# Kanton Villefort

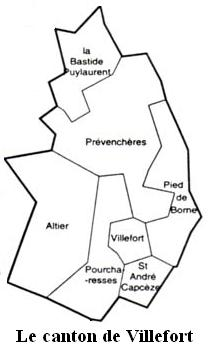
Die Gemeinden im Kanton

Der Kanton Villefort war bis 2015 ein französischer Wahlkreis im Mende, im Département Lozère und in der ehemaligen Region Languedoc-Roussillon; sein Hauptort war Villefort.
Der Kanton Villefort war 218,27 km² groß und hatte 1738 Einwohner (Stand 2012).

## Gemeinden
Der Kanton bestand aus sieben Gemeinden:
| Gemeinde              | Einwohner Jahr | Fläche km² | Bevölkerungsdichte | Code INSEE | Postleitzahl |
| --------------------- | -------------- | ---------- | ------------------ | ---------- | ------------ |
| Altier                | 208 (2013)     | –          | – Einw./km²        | 48004      | 48800        |
| La Bastide-Puylaurent | 179 (2013)     | –          | – Einw./km²        | 48021      | 48250        |
| Pied-de-Borne         | 216 (2013)     | –          | – Einw./km²        | 48015      | 48800        |
| Pourcharesses         | 111 (2013)     | –          | – Einw./km²        | 48117      | 48800        |
| Prévenchères          | 261 (2013)     | –          | – Einw./km²        | 48119      | 48800        |
| Saint-André-Capcèze   | 167 (2013)     | –          | – Einw./km²        | 48135      | 48800        |
| Villefort             | 604 (2013)     | –          | – Einw./km²        | 48198      | 48800        |